# روبرت بارك (ناشط حقوق الإنسان)
روبرت بارك (بالإنجليزية: Robert Park)‏ هو ناشط حقوق الإنسان أمريكي، ولد في 23 يوليو 1981 في لوس أنجلوس في الولايات المتحدة.